# Super Bowl XXII
Il Super Bowl XXII è stata una partita di football americano tra i campioni della National Football Conference (NFC), i Washington Redskins, e i campioni della American Football Conference (AFC), i Denver Broncos, per decidere il campione della National Football League (NFL) della stagione 1987. I Redskins batterono i Broncos con un punteggio di 42–10, vincendo il loro secondo Super Bowl. La gara si tenne il 31 gennaio 1988 al Jack Murphy Stadium di San Diego, California, la prima volta che il Super Bowl fu disputato in quella città.

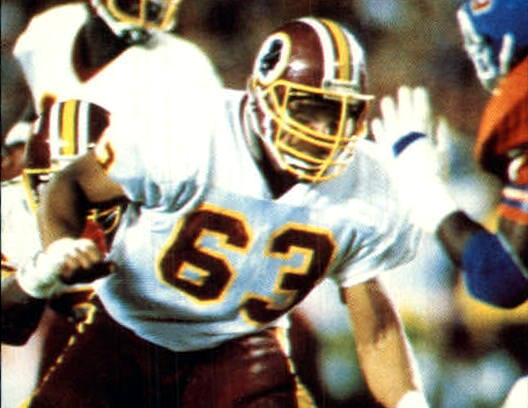
Una fase di gioco del Super Bowl XXII

Questa edizione del Super Bowl giunse alla fine di una stagione accorciata per uno sciopero dei giocatori. Ogni squadra saltò una partita della stagione regolare per tale disputa e tre partite furono disputate da giocatori di riserva. I Broncos giunsero a disputare il loro secondo Super Bowl consecutivo, il terzo in assoluto, dopo avere terminato la stagione regolare con un record di 10–4–1, grazie in particolare alle giocate del loro quarterback, John Elway. Questa fu l'ultima volta che una squadra che aveva pareggiato una partita nella stagione regolare raggiunse il Super Bowl fino a quando i San Francisco 49ers del 2012 giocarono il Super Bowl XLVII dopo un record di 11–4–1.
I Redskins erano alla loro quarta presenza al Super Bowl. Avevano concluso la stagione regolare con un bilancio di 11–4, guidati dal quarterback Doug Williams, che aveva iniziato la stagione come riserva ma fu promosso titolare a metà stagione, portando la squadra a due vittorie nei playoff.
Dopo avere terminato il primo quarto in svantaggio per 10-0, i Redskins segnarono 42 punti consecutivi, di cui 35 punti nel secondo quarto, un record, stabilendo diversi altri primati del Super Bowl. Williams, che fu nominato MVP, completò 18 passaggi su 29 per l'allora record dell'evento di 340 yard, con quattro touchdown e un intercetto. Divenne il primo giocatore nella storia del Super Bowl a passare quattro touchdown in un quarto e in un tempo. Williams divenne il primo quarterback afroamericano a guidare la sua squadra alla vittoria del Super Bowl e al 2023 rimane uno degli unici tre, assieme a Russell Wilson e Patrick Mahomes.

## Formazioni titolari
| Washington       | Ruolo    | Denver           |
| ---------------- | -------- | ---------------- |
| Attacco          |          |                  |
| Ricky Sanders    | WR       | Ricky Nattiel    |
| Joe Jacoby       | LT       | Dave Studdard    |
| Raleigh McKenzie | LG       | Keith Bishop     |
| Jeff Bostic      | C        | Mike Freeman     |
| R.C. Thielemann  | RG       | Stefan Humphries |
| Mark May         | RT       | Ken Lanier       |
| Don Warren       | TE       | Clarence Kay     |
| Gary Clark       | WR       | Mark Jackson     |
| Doug Williams    | QB       | John Elway       |
| Clint Didier     | TE-FB    | Gene Lang        |
| Timmy Smith      | RB       | Sammy Winder     |
| Difesa           |          |                  |
| Charles Mann     | LE       | Andre Townsend   |
| Dave Butz        | LDT-NT   | Greg Kragen      |
| Darryl Grant     | RDT-RE   | Rulon Jones      |
| Dexter Manley    | RE-LOLB  | Simon Fletcher   |
| Mel Kaufman      | LLB-LILB | Karl Mecklenburg |
| Neal Olkewicz    | MLB-RILB | Ricky Hunley     |
| Monte Coleman    | ROLB     | Jim Ryan         |
| Darrell Green    | LCB      | Mark Haynes      |
| Barry Wilburn    | RCB      | Steve Wilson     |
| Alvin Walton     | SS       | Dennis Smith     |
| Todd Bowles      | FS       | Tony Lilly       |